# Christian Asbach
Christian Asbach (* 1976 im Westerwald) ist ein deutscher Regisseur und Sänger. Er wurde besonders bekannt durch Gastauftritte als Maat Asbach bei dem Elektroprojekt Rummelsnuff von Roger Baptist.

## Leben
Christian Asbach studierte Kunst- und Kulturwissenschaften in Leipzig, Cluj, Lissabon und Berlin. Er arbeitete anschließend als freier Regisseur in Berlin. Er gehört dem Künstlerkollektiv Polygon Berlin an. Unter anderem drehte er 2006 einen Dokumentarfilm über Heinz Teufel.
Als Regisseur arbeitete er häufig mit dem Musiker Roger Baptist, auch bekannt als Rummelsnuff, zusammen. Erstmals sang er für ihn auf dem Album Kino Karlshorst (2011). Er trat dort unter dem Künstlernamen Maat Asbach als Tenorbariton auf. Nach mehreren Gastauftritten auf den Alben und Begleitung auf Musiktourneen veröffentlichten die beiden 2016 gemeinsam das Album                                                     Rummelsnuff & Asbach. 2021 folgte das zweite Album Äquatortaufe, das Platz 51 der deutschen Charts erreichte.

## Filmografie
- 2006: Ich bin mir nicht sicher, ob ich mit dir nichts versäume (Kurzfilm)
- 2006: Teufel und die Konkreten (Dokumentarfilm)
- 2007: Bussi – Business (Kurzfilm)
- 2008: Zeit, den Planeten zu wechseln (Kurzfilm)

## Diskografie

### Mit Rummelsnuff

#### Alben
- 2016: Rummelsnuff & Asbach (Out of Line)
- 2018: Salzig schmeckt der Wind (2CD-Kompilation, Out of Line, als Rummelsnuff mit Maat Asbach)
- 2021: Äquatortaufe (Out of Line)
- 2025: Seeadler

#### Singles & Eps
- 2018: Göttingen (Plastic Frog Records)
- 2019: Spagguetta Orghasmmond mit Rummelsnuff & Asbach:                                           Vacances (7'', Love Mazout)
- 2022: Hinterwäldler (Out of Line)

#### Tapes
- 2019: Asbach & Rummelsnuff (PGH Derbe Strommusik)
- 2019: Weltruf (PGH Derbe Strommusik)

### Weitere Veröffentlichungen
- 2018: Blitz & Asbach: I'm Forever Blowing Bubbles / J'attendrai (7'', mit Jens Dittschlag, Rundling)